# کارمن مارتین
کارمن مارتین (انگلیسی: Carmen Martín؛ زادهٔ ۲۹ مهٔ ۱۹۸۸) بازیکن هندبال اهل اسپانیا است.